# Most kolejowy w Przemyślu
Most kolejowy w Przemyślu – most kolejowy na Sanie o konstrukcji kratownicowej, położony między stacjami Przemyśl Główny i Przemyśl Zasanie, przez który przebiega linia kolejowa nr 91 z Krakowa do Medyki. 
Przez most przejeżdżają pociągi pasażerskie z Polski, kończące bieg w Przemyślu. Obiekt stanowi jedną z najbardziej charakterystycznych budowli miasta. Na cześć prezydenta Przemyśla z 1944 r. – Tadeusza Porembalskiego nosi jego imię. Legenda głosi, że most został zaprojektowany przez biuro konstrukcyjne Gustave'a Eiffla.

## Historia

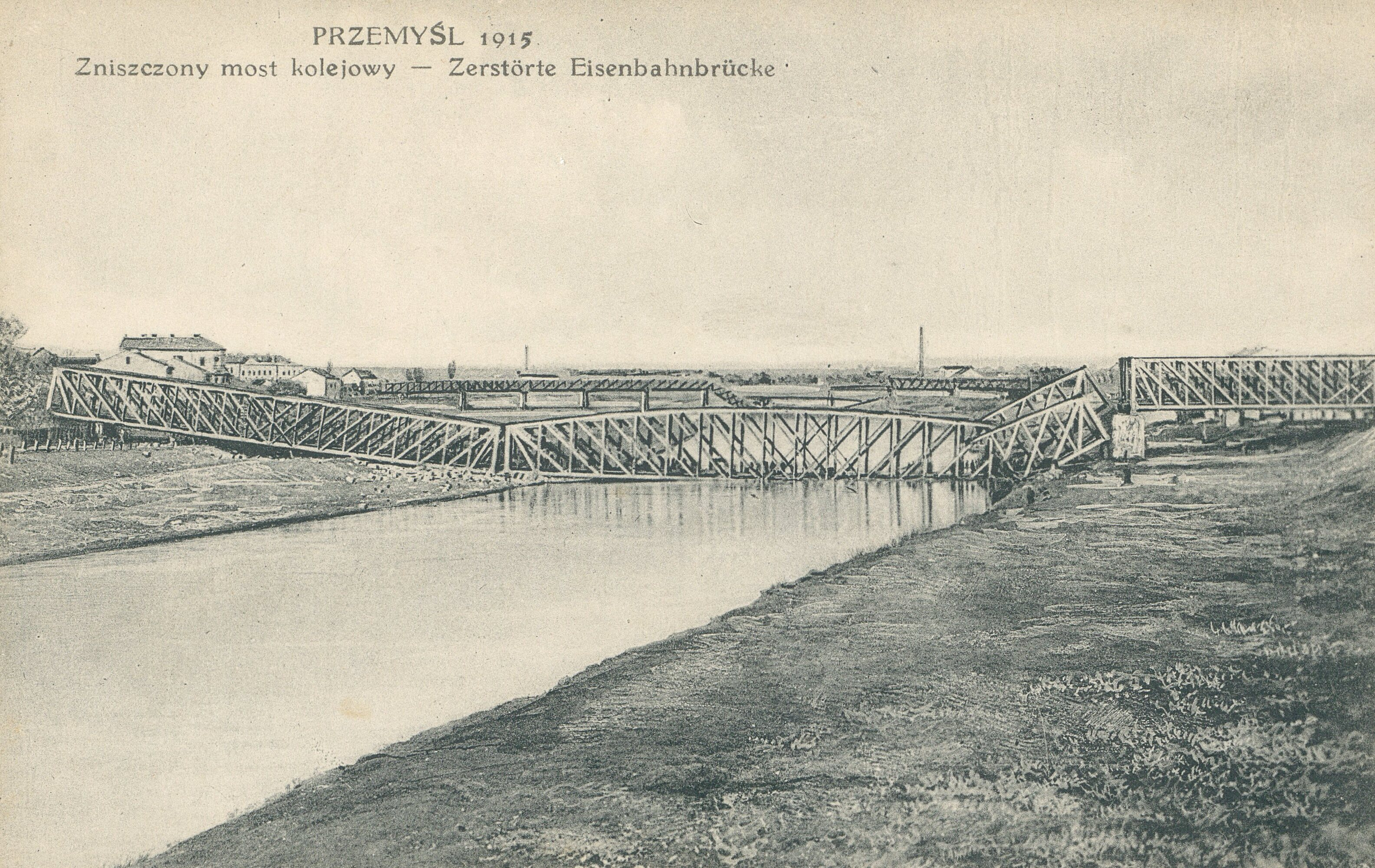
Zniszczony most w czasie I wojny światowej

Most kolejowy na rzece San powstał w roku 1860 w związku z budową linii kolejowej łączącej Wiedeń ze Lwowem. W obecnej postaci istnieje od 1891. W marcu 1915 został wysadzony przez Austriaków, a następnie odbudowany w 1916 roku. W listopadzie 1918 obiekt walk polsko-ukraińskich. 29 września 1939, podczas ataku ZSRR na Polskę, wizytował go Nikita Chruszczow – wówczas członek Rady Wojennej Kijowskiego Specjalnego Okręgu Wojskowego. Po podziale Polski w wyniku Paktu Ribbentrop-Mołotow od 1939 do 1941 stanowił przejście graniczne między strefą okupacyjną niemiecką i radziecką. W dniach 22–27 czerwca 1941, z uwagi na swoje strategiczne znaczenie, przedmiot zaciętych walk niemiecko-radzieckich.
W 1944 przygotowany do zniszczenia most został uratowany dzięki żołnierzom Armii Krajowej, którzy unieszkodliwili większość podłożonych przez Niemców ładunków wybuchowych. Uszkodzony most został naprawiony po II wojnie światowej.
Pod koniec 2022 rozpoczęły się prace związane z przebudową mostu. W listopadzie 2023 oddano do użytku tor nr 1 na nowym moście, a pod koniec grudnia tego samego roku uruchomiono tor nr 2. Stare przęsła mostu zostały rozsunięte i pozostaną ze względu na zabytkowy charakter obiektu – na jednym zostanie utworzony ciąg pieszo-rowerowy, drugi będzie wykorzystywany przez Muzeum Ziemi Przemyskiej.